# سنفورة

صورة لسنفورة مرسومة بأقلام الخشب

سنفورة (بالإنجليزية: smurfette)‏ هي شخصية خيالية وواحدة من أبطال المسلسل الهزلي السنافر، قام شرشبيل الساحر الشرير بصنعها للتجسُّس على السنافر وخِداعهم، لكنها أرادت أن تصبح سنفورةً حقيقية فقام بابا سنفور بإلقاء تعويذة عليها غيرت شعرها من الأسود إلى الأشقر كعلامة على تحولها وجعلها طيبة، وهي الانثى الوحيدة بين السنافر.

## أصواتها
- سهير ناصر الدين (المدبلجة العربية في نسخة إيمدج برودكشن هاوس في مسلسل "السنافر")
- سمارة نهرا (المدبلجة العربية في نسخة استديو لبنان والمشرق في مسلسل "السنافر")